# Powiat baranowicki
Powiat baranowicki – powiat utworzony 1 sierpnia 1919 r. pod Zarządem Cywilnym Ziem Wschodnich z części powiatów słuckiego i nowogródzkiego, następnie w województwie nowogródzkim II Rzeczypospolitej. Jego stolicą były Baranowicze. Powierzchnia wynosiła 3497 km². W skład powiatu wchodziło 10 gmin i 2 miasta.
Powiat utworzono z gmin: Howezna, Łań, Kleck, Siniawka, Lachowicze, Niedźwiedzice powiatu słuckiego oraz gmin: Mir, Żuchowicze, Horodziej, Czernichowo, Snów, Stołowicze, Nowa Mysz, Darewo, Jastrzębl, Ostrów, Krzywoszyn powiatu nowogródzkiego.
1 kwietnia 1920 r. do powiatu baranowickiego przyłączono gminę Kruhowicze z powiatu słuckiego.
7 listopada 1920 r. pod Zarządem Terenów Przyfrontowych i Etapowych z powiatu wyłączono gminy: Łań, Sieniawka, Kleck, Snów, Howiezna, Horodziej, Mir i Zuchowicze do nowo utworzonego powiatu nieświeskiego. Równocześnie gmina Kruhowicze znalazła się w powiecie łuninieckim.

## Oświata
W powiecie baranowickim okręgu brzeskiego ZCZW, w roku szkolnym 1919/1920 działało 49 szkół powszechnych i 2 szkoły średnie. Ogółem uczyło się w nich 4253 dzieci i pracowało 110 nauczycieli.

## Demografia
Według spisu ludności w grudniu 1919 roku powiat baranowicki okręgu brzeskiego ZCZW zamieszkiwały 178 212 osoby. Na jego terytorium znajdowało się 831 miejscowości, z których 4 miały 1–5 tys. mieszkańców, 2 miały 5–10 tys. mieszkańców, i jedna powyżej 10 tys. mieszkańców. Były nią Baranowicze z 10 373 mieszkańcami.
Według Alfonsa Krysińskiego i Wiktora Ormickiego, terytorium powiatu wchodziło w skład tzw. zwartego obszaru białoruskiego, to znaczy Białorusini stanowili na nim narodowość dominującą.
Teza powyższa nie ma odzwierciedlenia w oficjalnych danych statystycznych. Według spisu powszechnego z 1931 roku, powiat zamieszkiwało 161 088 osób, z których zadeklarowało jako język ojczysty: polski – 74 916 (47%), a białoruski – 68 630 (43%).

### Gminy
- Czernichowo[9]
- Darewo
- Jastrzębl
- Krzywoszyn
- Lachowicze
- Niedźwiedzica
- Nowa Mysz
- Ostrów
- Połoneczka[9]
- Stołowicze
- Horodyszcze[10]
- Mołczadź[11]
- Dobromyśl[11]
- Wolna[12][13]

### Miasta
- Baranowicze
- Lachowicze

## Starostowie
- Konstanty Rdułtowski (-1923)[14]
- Zygmunt Przepałkowski (-1929)[15]